# Серинхисар
Серинхисар (тур. Serinhisar) — город и район в провинции Денизли (Турция).

## География
Город Серинхисар расположен в юго-западной части Анатолии, в 27 километрах к юго-востоку от города Денизли. Численность населения в городе составляет 10.870 человек (на декабрь 2008 года). Численность населения района Серинхисар — 15.464 человека. Площадь района равна 226 км². Плотность населения — 68 чел./км².

## История
Город носил в древности название Кария. При сельджуках получил название Кизилхисар (Красный замок) — по крепостным стенам из красного кирпича. В середине XX века остатки стен были снесены властями, а в 1987 году город был переименован в Серинхисар (Прохладный замок) — в связи с ассоциацией старого названия с левым и коммунистическим движением.
Город на месте нынешнего Серинхисара существовал ещё во II тысячелетии до н. э. Около 1.500 года до н. э. он был завоёван хеттами. Затем входил в состав Лидии (IX век до н. э.), Персии (VI век до н. э.), Македонии (IV век до н. э.) и Древнего Рима (со II века до н. э.). После распада Римской империи принадлежал Византии. С 1077 по 1308 им владели сельджуки. Город также захватывали крестоносцы, монголы и армии Тамерлана. С 1429 года Серинхисар — в составе Османского государства.

## Экономика
Серинхисар известен как производитель турецкого национального лакомства — леблеби. Кроме этого, здесь здесь имеются предприятия по производству обуви, канатов и керамической продукции.